# Botryola tetrasperma
Botryola tetrasperma är en svampart som beskrevs av Bat. & J.L. Bezerra 1964. Botryola tetrasperma ingår i släktet Botryola och familjen Nitschkiaceae.   Inga underarter finns listade i Catalogue of Life.